# Agello
Agello ist eine Fraktion (italienisch frazione) der italienischen Gemeinde Magione in der Provinz Perugia.

## Geografie
Der Ort liegt ca. 9 km südlich von Magione und ca. 13 km südwestlich der Provinz- und Regionalhauptstadt Perugia. Er befindet sich auf einem Hügel mit einer Höhe von 411 m s.l.m., beherrscht auf der einen Seite die Ebene von Capanne, die von der Staatsstraße 220 durchquert wird, und gibt auf der anderen den Blick frei auf den Trasimenischen See.

## Geschichte
Der Name des Ortes leitet sich ab von der Nymphe Agilla, die sich der Mythologie nach in Trasimeno, den Sohn des Gottes Thyrrenius, verliebt haben soll. Für römische Zeit ist gelegentlich bei der Schlacht gegen Hannibal (219 v. Chr.) die Existenz eines castrum bezeugt.

## Sehenswürdigkeiten

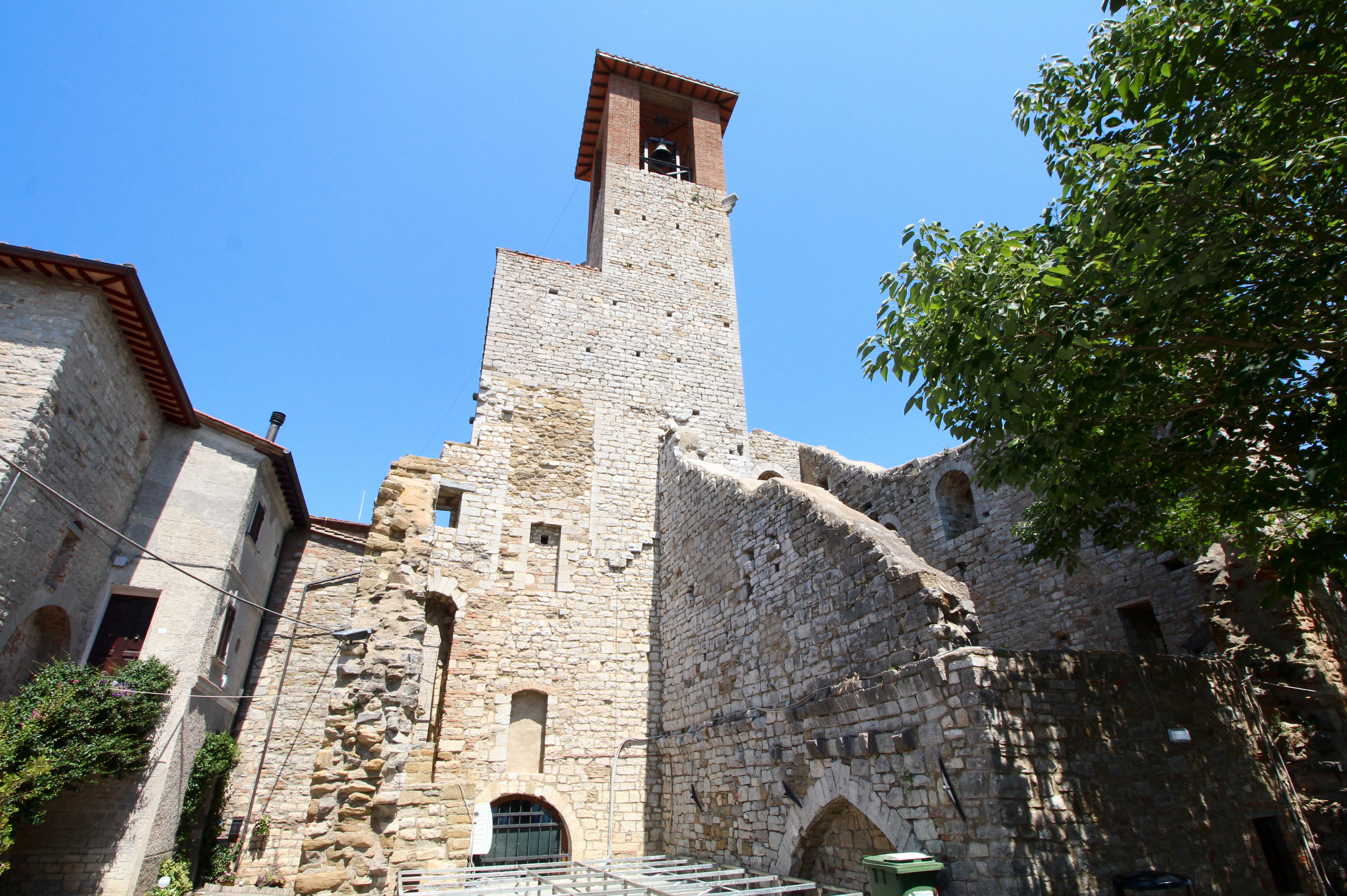
Die Kastellruine

- Kastell (12. Jahrhundert), heutige Burgruine. Zerstört wurde die Burg 1503 durch die Truppen von Cesare Borgia.[2]
- San Michele Arcangelo, Pfarrkirche (1618 erwähnt[3]), die nahe dem Kastell liegt.
- San Rocco e San Sebastiano (auch Cappella dei Caduti), Kirche an der Befestigungsmauer des Kastells. Enthält die Kapelle der Gefallenen (Cappella dei Caduti), ein Denkmal für die Gefallenen der beiden Weltkriege[4], das 1926 entstand und nach dem Zweiten Weltkrieg erweitert wurde. Die Kirche entstand um das 15./16. Jahrhundert und enthält das Fresko Crocifissione (16. Jahrhundert). Die Holzstatuen San Sebastiano und San Rocco stammen aus dem 17. Jahrhundert.[5]
- San Donato, Kirche unterhalb der Burgruine, die erstmals am 8. Februar 1115 erwähnt wurde.[6]
- Madonna del Rosario, Kirche kurz nordwestlich des Ortes (15. Jahrhundert).[7]
- Santa Maria Goretti, Kirche in der Località Valle Lupina (Vallupina), 1950 entstanden.[8]
- San Giuseppe, auch Chiesina de le Gracinesche genannt, Kirche nahe Vallupina.[1]
- Santa Rita, auch Madonna delle Vincaie[1] genannt, Kirche in der Località Vignaia.
- Madonna del Giglio, Kirche ca. 2 km südlich von Agello an der Straße Pievaiola. Gehörte zunächst den Marchesi di Sorbello und dann der Familie Angelini Rota.[9]

Die Kirchen von Agello
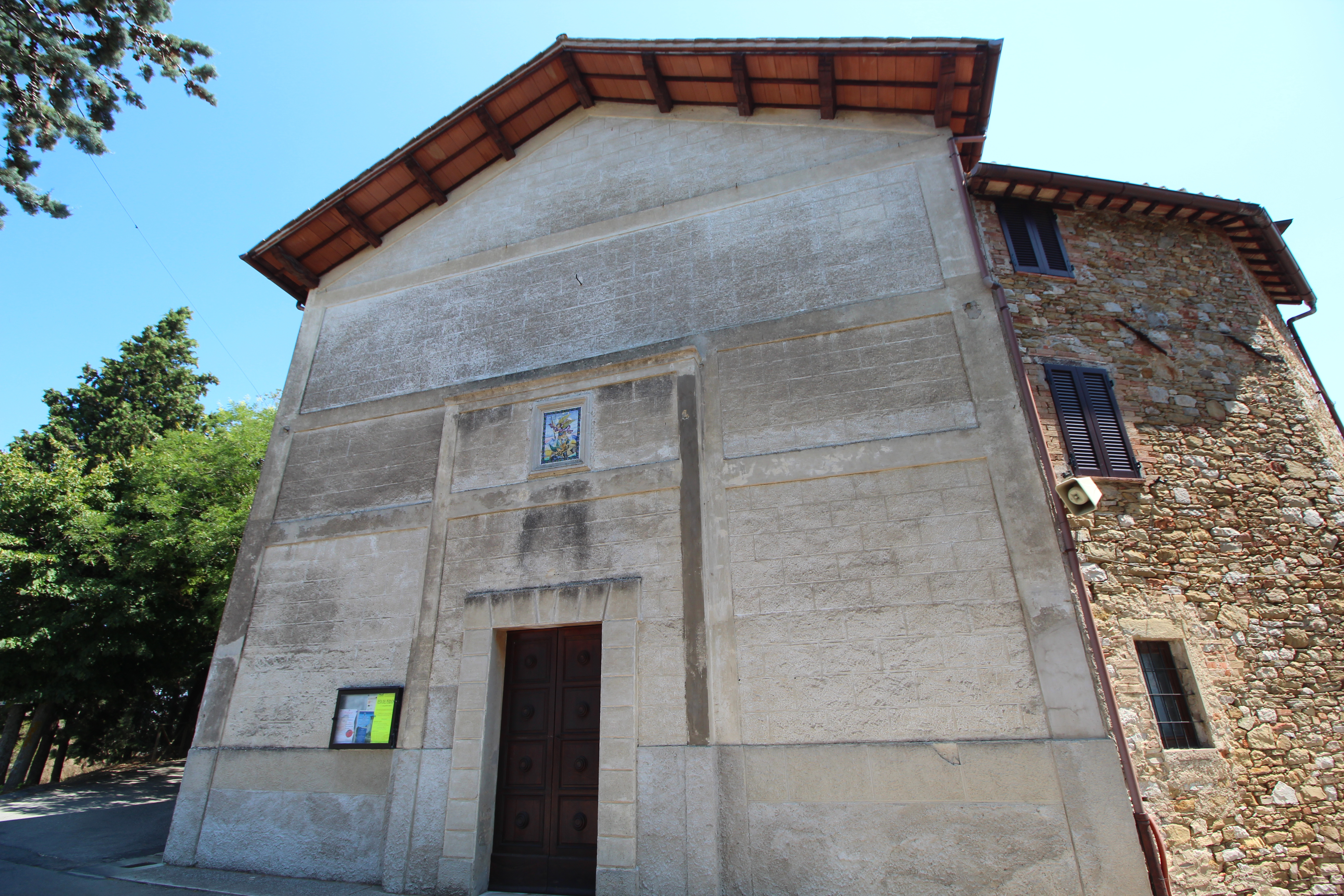
Die Kirche San Michele
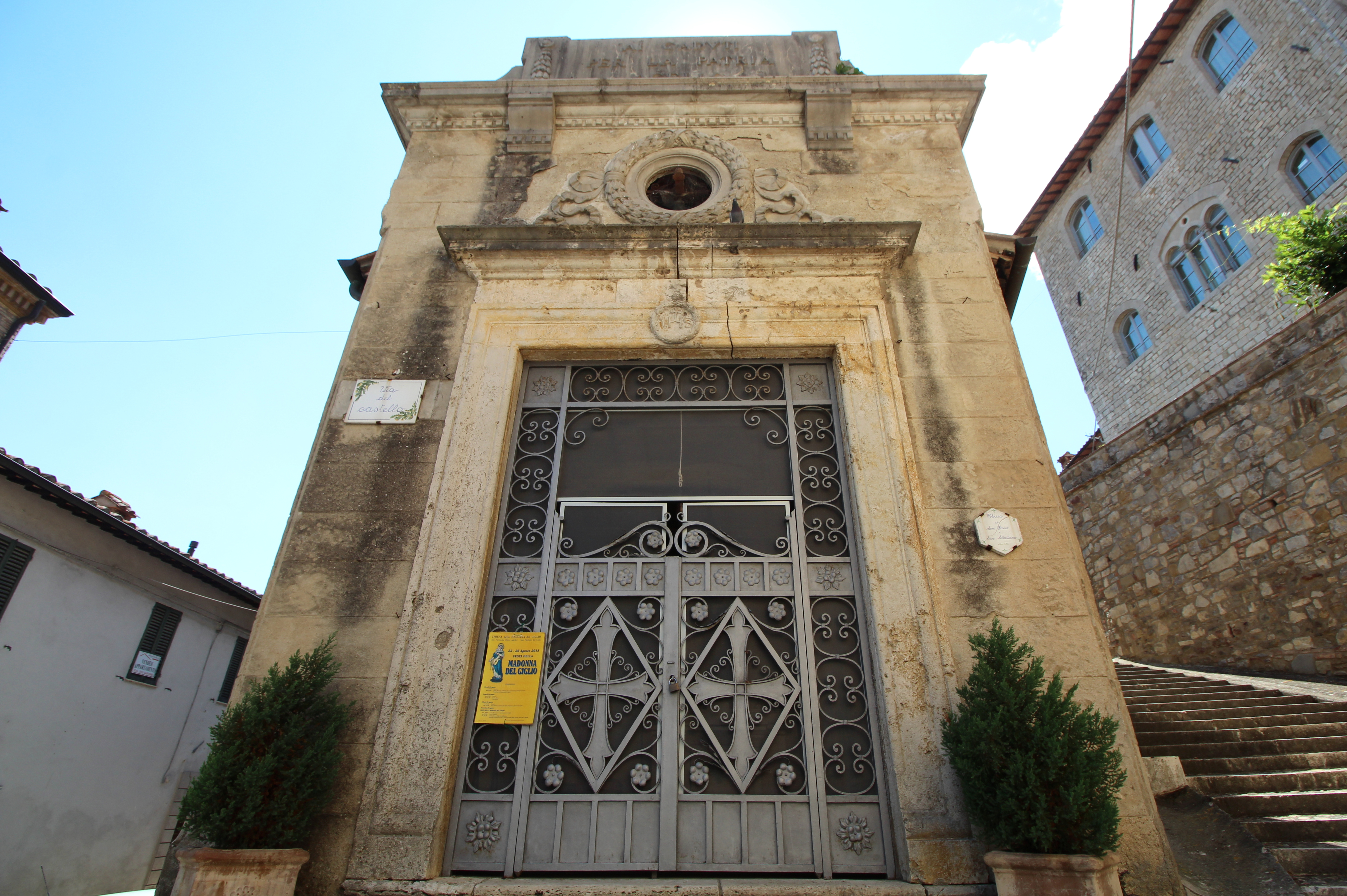
Die Kirche San Rocce e San Sebastiano
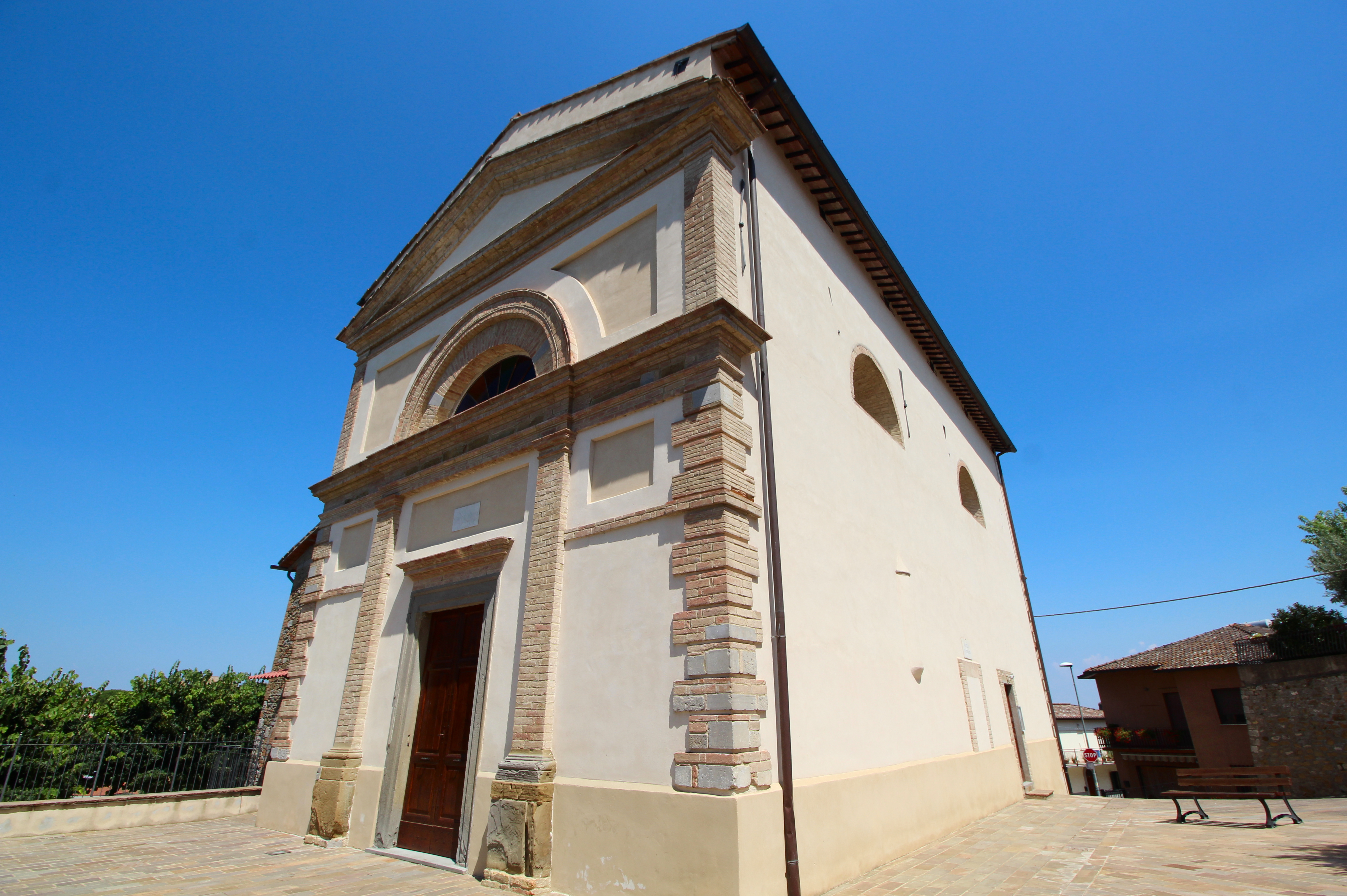
Die Kirche San Donato
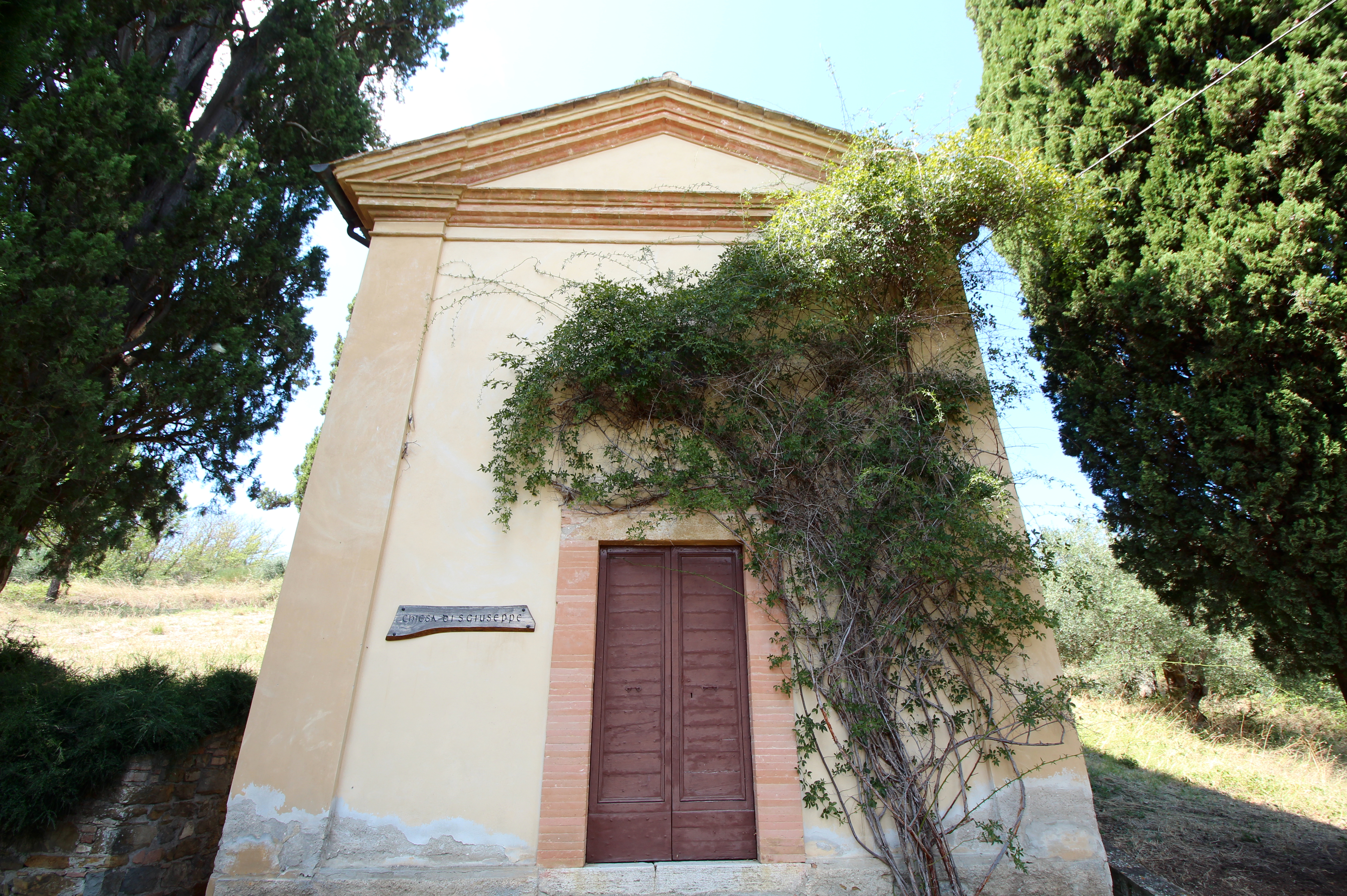
Die Kirche San Giuseppe (Chiesina de le Gracinesche), Vallupina

## Wirtschaft
In den 1960er-Jahren schrumpfte die Zahl der Einwohner, eine Entwicklung, die sich in jüngerer Zeit, unter anderem durch den Tourismus, umkehrte.